# Parc naturel régional Gruyère Pays-d'Enhaut
Le parc naturel régional Gruyère Pays-d'Enhaut est un parc d'importance nationale situé en Suisse. Son territoire à forte identité préalpine se caractérise par une nature préservée et des paysages imprégnés par l'économie alpestre.

## Géographie
Le parc se situe en Suisse romande, à cheval sur les Préalpes fribourgeoises et vaudoises. Compris entre Montreux, Bulle et Gstaad, son territoire s'étend sur 630 km2 et s'étend sur trois cantons (Fribourg, Vaud et Berne). Il compte 17 communes et englobe les régions de la vallée de la Jogne et de l'Intyamon au sud de la Gruyère (canton de Fribourg), du Pays-d'Enhaut ainsi que des Rochers de Naye et des hauts de la Riviera vaudoise (canton de Vaud).
- Vallée de la Jogne (Fribourg - Berne) : Châtel-sur-Montsalvens, Crésuz, Jaun, Val-de-Charmey et Abländschen (commune de Saanen)
- Vallée de l'Intyamon (Fribourg) : Bas-Intyamon, Grandvillard, Gruyères, Haut-Intyamon
- Pays-d'Enhaut (Vaud): Château-d'Œx, Ormont-Dessous, Rossinière, Rougemont
- Versant lémanique du Parc (Vaud) : cette région englobe les hauts des communes de Corbeyrier, Montreux, Veytaux (y compris le château de Chillon) et de Villeneuve

## Historique
Le 16 février 2006, les communes fribourgeoises de Charmey et Haut-Intyamon, ainsi que les communes vaudoises de Château-d'Oex et de Rossinière fondent une association. L'objectif est la création et l'exploitation du parc naturel régional Gruyère - Pays-d'Enhaut . L'engouement est immédiat avec 140 membres qui s'inscrivent le soir même . La commune de Montreux adhère à l'association le 14 février 2007 . 
Les communes de Cerniat en 2008, suivie de Crésuz, Bas-Intyamon, Châtel-sur-Montsalvens, Grandvillard et Rougement, ainsi que de Ormont-Dessous, Villeneuve et Veytaux pour une partie de leur superficie, rejoignent l'association à leur tour en janvier 2009. 
Le 6 septembre 2011, le parc reçoit de l'Office fédéral de l'environnement le label de parc d'importance nationale. Ce statut entre en vigueur le 1er janvier 2012.

## Paysages et monuments culturels du parc
Le Parc naturel régional Gruyère Pays-d'Enhaut comprend, côté vaudois, les districts francs fédéraux de la Pierreuse-Gummfluh et des Bimis-Ciernes Picat, et côté fribourgeois le district franc fédéral de la dent de Lys, et celui de Hochmatt-Motélon. Il compte les réserves naturelles du Vanil Noir et de La Pierreuse gérées par Pro Natura. Le parc intègre partiellement 3 objets inscrit à inventaire fédéral des paysages, sites et monuments naturels d'importance nationale : Tour d'Aï-Dent de Corjon, La Pierreuse-Gummfluh-Vallée de l'Étivaz, Vanil Noir.
Les sites suivant sont classés à l'Inventaire fédéral des sites construits à protéger en Suisse.
- Les villages d'Estavannens[14], de Grandvillard[15], de Lessoc[16], de Neirivue[17], de Rossinière[18], de Rougemont[19] et de Villars-sous-Mont[20].
- Les hameaux de Flendruz[21] et de L'Étivaz[22].
- Les cas particuliers de Caux[23], du château de Chillon[24], de la chartreuse de La Valsainte[25] et de Montbovon[26].

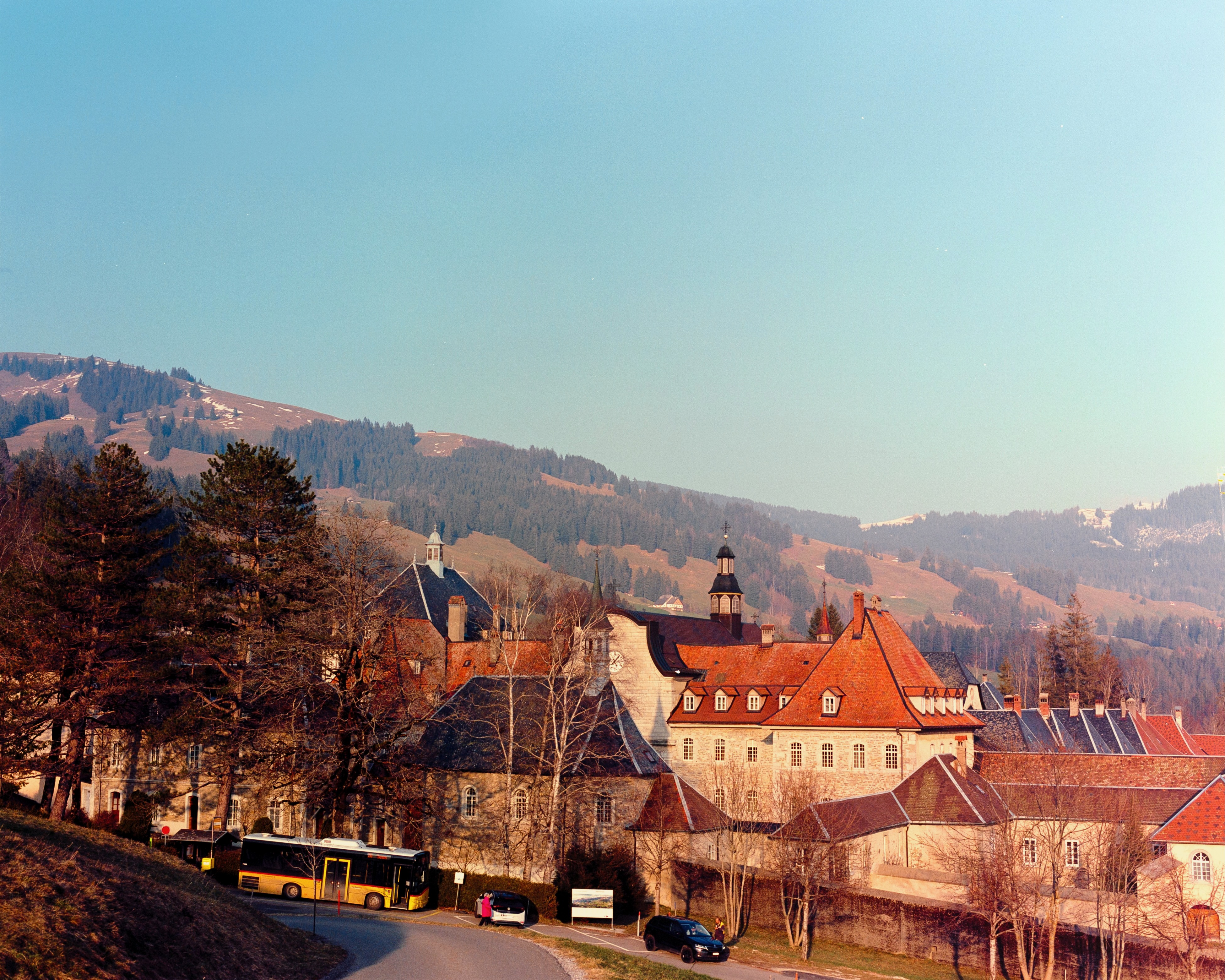
Chartreuse de la Valsainte

Le parc comprend également 20 objets listés dans l'inventaire suisse des biens culturels d'importance nationale et régionale, notamment le Caux-Palace, la chartreuse de La Valsainte, le château de Chillon, l'église réformée Saint-Nicolas-de-Myre de Rougemont, le Grand Chalet de Rossinière, Les Ciernes-Picat et la maison de la Place.
Le musée du Pays-d'Enhaut à Château-d'Œx : mobilier local, outils et collection de  papier découpé avec les œuvres de Johann Jakob Hauswirth (1809-1871), Louis Saugy (1871-1953) et Monica Gallopin-de Cussy (1930-2015).

## Production fromagère
En raison de l'agriculture essentiellement tournée vers la production laitière, la région est une grande productrice de fromage notamment de Gruyère AOP, de Gruyère d’alpage AOP, de Gruyère AOP bio, de Vacherin Fribourgeois AOP, de L'Etivaz AOP et de la tomme vaudoise. Le cheptel bovin du parc produit 26 millions de kilos de lait par an.